# Нервюра (техника)

Схема расположения нервюр (выделены красным) в крыле

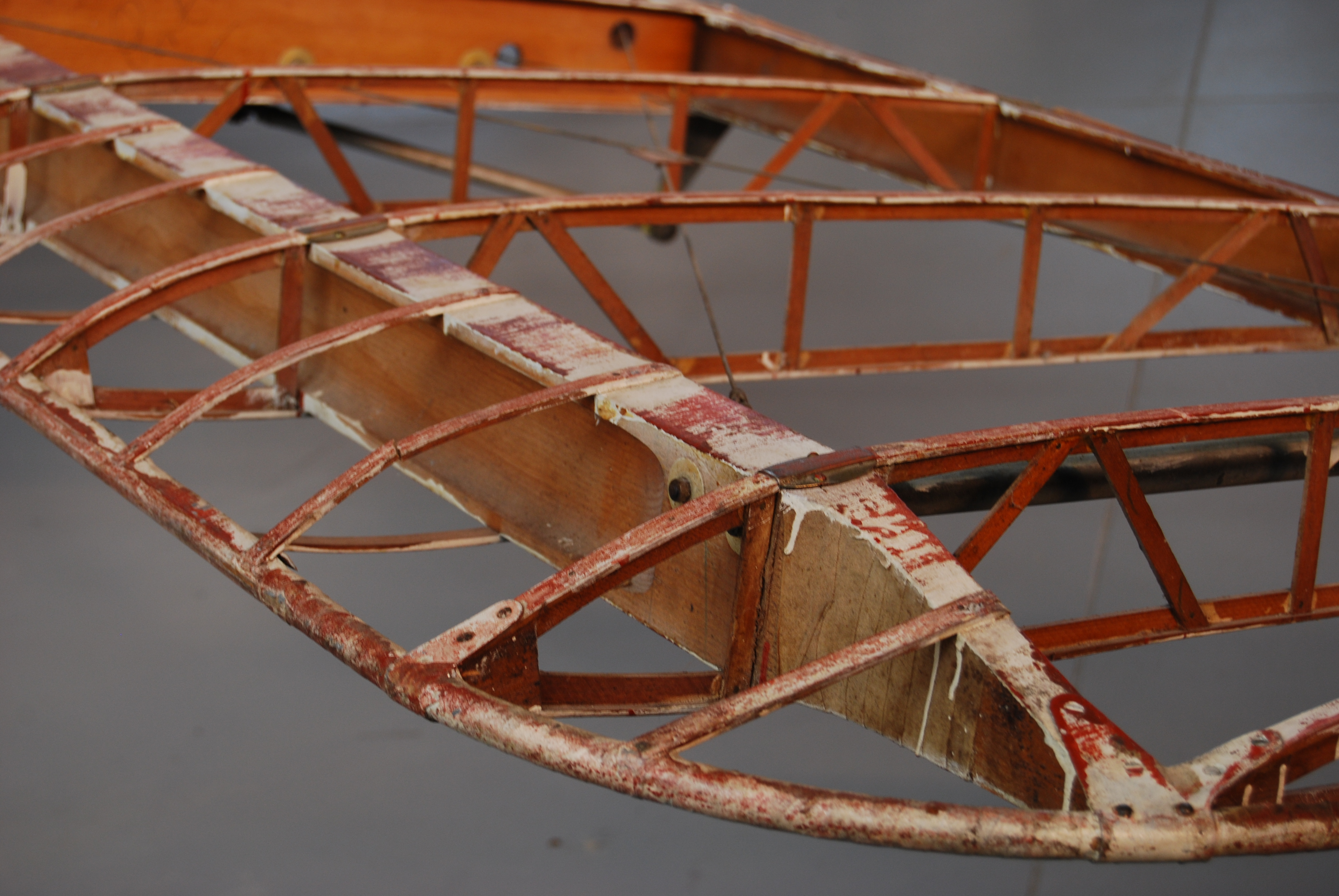
Крыло без обшивки с нервюрами и проходящим через них лонжероном

Нервю́ра (франц. nervure, лат. nervus — «жила, сухожилие») — элемент поперечного силового набора каркаса крыла, оперения и других частей летательного аппарата (или космического судна), предназначенный для придания им формы профиля. Нервюры закрепляются на продольном силовом наборе (лонжероны, кромки, стрингеры), являются основой для закрепления обшивки.